# Azoturo di litio
L'azoturo di litio è il sale di litio dell'acido azotidrico.

È un composto chimico instabile e tossico, se riscaldato si decompone violentemente in azoto e litio.

## Sintesi
Si può ottenere nitruro di litio in una reazione di doppio scambio fra:

azoturo di sodio e nitrato di litio:
NaN3 + LiNO3 → LiN3 + NaNO3
azoturo di sodio e solfato di litio:
NaN3 + Li2SO4 → LiN3 + Na2SO4
acetato di litio e azoturo di piombo:
2CH3COOLi + Pb(N3)2 → Pb(CH3COOH)2 + 2LiN3